# مجدرة

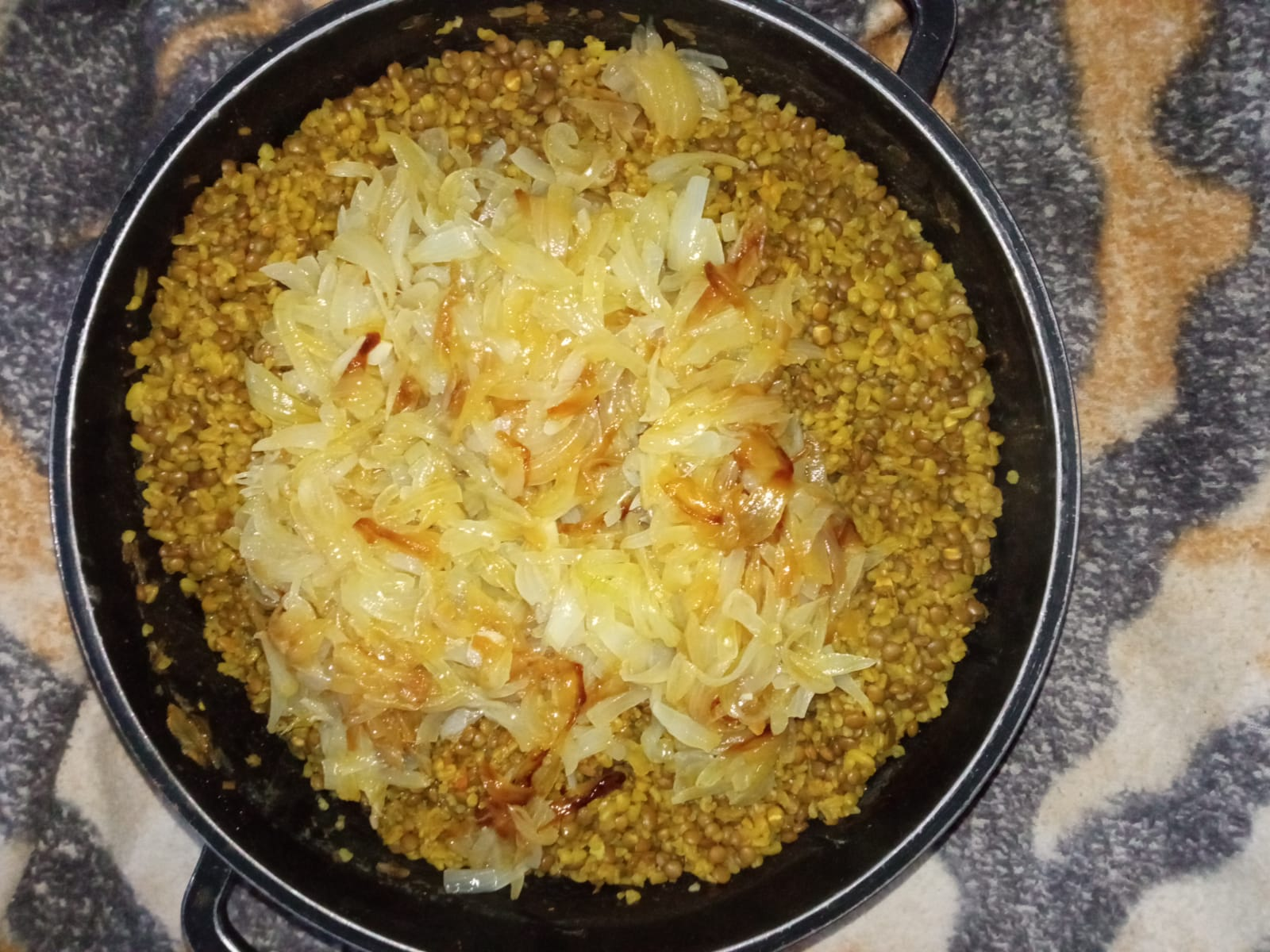
مجدرة فلسطينية

المجدّرة طبق من مأكولات المشرق العربي تشتهر بها سوريا ولبنان والأردن وفلسطين والعراق. مكوناته الأساسية العدس والأرز. وهي من المأكولات العربي التراثيّة، إذ يرد ذكرها بكتاب الطبيخ بسنة 1226م لمؤلفه محمد بن حسن البغدادي. وهي طبقً شبيه بالطبق المصري الكُشري الأصفر الذي ربما يرتبط تاريخياً بالمجدرة. والمجدرة من الأغذية النباتية.

## أنواعه
هناك نوعين من أنواع المجدرة على حسب العدس المستعمل فيه. فإذا استعمل العدس الأصفر المفقوش فيسمى الطبق «مجدرة صفراء». أما إذا استعمل العدس البني الكامل فيسمى الطبق «مجدرة سوداء». أما إذا أضيفت كميات مياه كبيرة ولم ينشفها الغليان فتصبح «شوربة عدس بالرز». كما يقوم البعض بدق الخليط بعد طبخه ليصبح كالمرهم. أما الآخرين فيتركون حبة العدس بكامل شكلها بدون معس فيسمونها «مدردرة». وهناك اختلاف في التسمية بين شمالي وجنوب بلاد الشام إذ يخلطون بين المجدرة والمدردرة. وفي مصر هناك نوعان من الكشرى - الكشرى المعروف في جميع محلات الكشرى يستخدم فية العدس البنى والارز المصري وشعرية أو مكرونة وبصل محمر وحمص وصلصة حمراء ودقة الكشرى (ثوم وخل وشطة).و في المنازل فقط (غير معروف في المحلات) هناك الكشرى الاصفر ويستخدم فية العدس الأصفر والارز ويؤكل بجانبة الطماطم المخللة. يؤكل عادة مع السلطة أو الخضروات أو بصل المغمسة بالتوم والحامض وزيت الزيتون.

## طريقة عمل المجدرة
المجدرة من الطبخات القديمة وكانت تعمل من العدس البني والبرغل والبصل، أي مما يتواجد عند كل فلاح. ولكن بعد غزو الأرز للمطبخ الشامي، استبدل البرغل بالأرز، أما طريقة التحضير فهي واحدة.
- يمكن نقع العدس لبضع ساعات قبل الطبخ، فهذا يقلل من مدة الطهي ويجعل حبة العدس أكبر وألذ بكثير.

- بعد غسل العدس جيداً يوضع في ماء مغلي ويغلق حتى يستوي، تقريبا 15-20 دقيقة. عند استواء العدس تضاف كمية مساوية للعدس من البرغل (أو الأرز)، ويضاف إليها (عند الحاجة) ماء مغليًا ليكون مستوى الماء 2 سم فوق الخليط وتترك على نار هادئة في إناء مغلق مع المراقبة والتحريك من حين إلى آخر. في هذه الأثناء تقشر بصلة وتفرم إلى شرائح رقيقة وتقلى في زيت الزيتون مع بضع من الملح حتى يحمر.

- عند استواء البرغل (أو الأرز) يضاف البصل المقلي إلى الخليط ويحرك. تطفأ النار ويترك الإناء مغلقاً لدقائق قليلة قبل السكب.

البهارات المستعملة: البهارات حسب الرغبة، لكن الكمون لا يستغنى عنه. يمكن استعمال حب الهال المطحون، الكزبرة، خلطة البهارات الفلسطينية، حوايج أربعينية، جوزة الطيب، الخ.

## المعلومات الغذائية
تخلو المجدرة من أي استعمال للإضافات الكيميائية مثل المرقة الجاهزة وغيرها. كما أنها تخلو من اللحم والدهون الحيوانية، لذا يوصي بها خبراء التغذية لمن يتبع تغذية نباتية لكونها موافقة لشروطها وغنيًّة بالبروتين النباتي. أما عن المعلومات الغذائية، فتحتوي كل وجبة من المجدرة (140غ تقريباً)، على المعلومات الغذائية التالية:
- السعرات الحرارية: 528
- الدهون: 8
- الدهون المشبعة: 1
- الكوليسترول: 0
- الكاربوهيدرات: 87
- البروتينات: 27